# Lena Oberdorf
Lena Sophie Oberdorf (* 19. Dezember 2001 in Gevelsberg) ist eine deutsche Fußballspielerin, die für den Bundesligisten FC Bayern München spielt. Seit 2019 ist sie für die deutsche Nationalmannschaft aktiv, bei der sie sich als wichtige Stammspielerin im Mittelfeld etablierte.
2022 wurde sie mit der deutschen A-Nationalmannschaft Vize-Europameisterin und wurde anschließend als „beste junge Spielerin des Turniers“ ausgezeichnet.

## Leben

### Vereine

#### Jugend und Wechsel zur SGS Essen
Lena Oberdorf begann das Fußballspielen beim TuS Ennepetal. Als D-Jugendliche folgte der Wechsel zur TSG Sprockhövel, wo sie bis 2018 in Jungenmannschaften spielte. Im November 2017 unterschrieb sie einen ab Sommer 2018 gültigen Dreijahresvertrag beim Bundesligisten SGS Essen. Für die SGS debütierte sie am 9. September 2018 in der zweiten Runde des DFB-Pokals gegen den SV Henstedt-Ulzburg, wo ihr beim 14:0-Erfolg sogleich zwei Tore gelangen. Knapp eine Woche später, am 15. September 2018 (1. Spieltag), folgte im Auswärtsspiel gegen den MSV Duisburg das Debüt in der Bundesliga. Auch in dieser Partie steuerte sie zwei Treffer zum 4:0-Sieg bei.

#### VfL Wolfsburg
Zur Saison 2020/21 wechselte sie zum VfL Wolfsburg. Sie unterschrieb einen Dreijahresvertrag. Am 30. August 2020 bestritt sie das aufgrund der COVID-19-Pandemie verschobene Finale der UEFA Women’s Champions League. Sie wurde bei der 1:3-Niederlage gegen Olympique Lyon in der 62. Minute für Ewa Pajor eingewechselt.
In ihrer ersten Saison gewann sie den DFB-Pokal. In der darauffolgenden Saison konnte sie 2022 mit den Wolfsburgerinnen das Double aus Pokal und Deutscher Meisterschaft gewinnen. Im Sommer verlängerte sie ihren Vertrag bis 2025. Bei der Wahl zum Ballon d’Or féminin 2022, der „Weltfußballerin des Jahres“, erreichte Oberdorf den vierten Platz. 2023 gewann sie zum dritten Mal in Folge den DFB-Pokal und erreichte zum zweiten Mal das Finale der UEFA Champions League. Dort unterlag Wolfsburg dem FC Barcelona mit 3:2.

#### FC Bayern München
Am 15. Februar 2024 gab der FC Bayern München die Verpflichtung von Oberdorf zum Sommer 2024 bekannt. Sie unterschrieb einen Vertrag mit einer Laufzeit bis zum 30. Juni 2028. Oberdorf machte dabei von einer festgeschriebenen Ausstiegsklausel in ihrem Vertrag mit Wolfsburg Gebrauch.
Medienberichte zufolge betrug die Ablösesumme bis zu 450.000 Euro. Hierdurch wurde sie zur bis dato teuersten deutschen Fußballerin. Aufgrund ihrer Mitte Juni 2024 beim Länderspiel erlittenen Kreuz- und Innenbandverletzung konnte sie in der Saison 2024/25 kein Spiel absolvieren. Am 27. Juli 2025 gab Oberdorf in einem Testspiel gegen den englischen Zweitligisten Newcastle United ihr Comeback.

### Nationalmannschaft
Lena Oberdorf debütierte am 28. Oktober 2014 im Alter von zwölf Jahren im Nationaltrikot: Beim 13:0-Sieg der U-15-Nationalmannschaft gegen Schottland wurde sie in der 41. Minute für Verena Wieder eingewechselt. Zwei Tage später erzielte sie beim 8:0-Sieg in einem weiteren Freundschaftsspiel gegen Schottland ihr erstes Tor. Im Juli 2016 nahm sie mit der U-16-Nationalmannschaft am Nordic Cup teil und erreichte mit der Mannschaft den zweiten Platz hinter Norwegen. Ebenfalls 2016 gehörte Oberdorf als jüngste Spielerin zum 21-köpfigen Kader der U-17-Nationalmannschaft für die Weltmeisterschaft in Jordanien und kam dort in zwei Gruppenspielen gegen Venezuela und Kamerun sowie im Viertelfinale gegen Spanien zum Einsatz, wobei ihr gegen Kamerun der Treffer zum 2:0-Endstand und gegen Spanien der Treffer zum 1:2 gelang. 2017 qualifizierte sie sich mit der Mannschaft für die Jahrgangseuropameisterschaft in Tschechien und konnte diese nach einem 3:1-Finalerfolg im Elfmeterschießen gegen Spanien gewinnen.
Nach dem Turnier wurde sie von der UEFA zur „Goldenen Spielerin“ gewählt. Für die U-19-Nationalmannschaft bestritt sie von September 2017 bis April 2018 sechs Partien im Rahmen der Qualifikation zur Europameisterschaft 2018, gehörte im Sommer 2018 aber bereits zum Aufgebot der U-20-Nationalmannschaft und nahm mit dieser – erneut als jüngste deutsche Spielerin – an der Weltmeisterschaft in Frankreich teil.
Im Dezember 2018 berief sie Bundestrainerin Martina Voss-Tecklenburg für das Wintertrainingslager vom 14. bis 21. Januar 2019 in Marbella erstmals in den Kader der A-Nationalmannschaft. Ihr Debüt gab sie am 6. April 2019 in Solna beim 2:1-Sieg im Testspiel gegen die Nationalmannschaft Schwedens mit Einwechslung für Turid Knaak in der 61. Minute. Sie ist mit 17 Jahren und 109 Tagen die achtjüngste Spielerin beim Debüt in der Nationalmannschaft.
Für die WM 2019 wurde sie von Voss-Tecklenburg erneut ins deutsche Team berufen. Bei ihrer Einwechslung im ersten Vorrundenspiel gegen China wurde sie mit 17 Jahren, fünf Monaten und 20 Tagen zur jüngsten deutschen WM-Spielerin – ein Rekord, den bis dahin Birgit Prinz innehatte.
Ihr erstes Länderspieltor erzielte sie am 3. September 2019 in Lwiw beim 8:0-Sieg im zweiten EM-Qualifikationsspiel der Gruppe I über die Nationalmannschaft der Ukraine mit dem Tor zum zwischenzeitlichen 4:0 in der 54. Minute. Mit einem Alter von 17 Jahren und 259 Tagen ist sie die sechstjüngste Torschützin der Nationalmannschaft.
Voss-Tecklenburg berief sie auch für die EM 2022 in England in den Kader. Das deutsche Team erreichte das Finale, scheiterte aber an England und wurde Vize-Europameister. Oberdorf kam bei fünf von sechs Spielen zum Einsatz – einmal konnte sie wegen der zweiten Gelben Karte nicht eingesetzt werden. Im Nachgang des Turniers wurde Oberdorf als beste Jungspielerin ausgezeichnet und vom beobachtenden Trainerstab der UEFA in die „Elf des Turniers“ gewählt.
Auch für die WM 2023 in Australien und Neuseeland wurde Lena Oberdorf von Martina Voss-Tecklenburg in den Kader berufen und kam bei zwei Spielen der Gruppe H zum Einsatz, schied mit der Mannschaft jedoch nach der Vorrunde aus dem Turnier aus.
Sie war zunächst auch für die Olympischen Spiele 2024 nominiert, zog sich am 16. Juli 2024 aber im EM-Qualifikationsspiel gegen Österreich eine Kreuz- und Innenbandverletzung zu und fiel damit für das olympische Fußballturnier aus. Obwohl sie im Nachgang der Verletzung auch in der darauffolgenden Bundesligasaison kein Spiel absolvieren konnte, berief Bundestrainer Christian Wück sie im Mai 2025 für zwei Nations-League-Spiele wieder in den Nationalmannschaftskader, um sie in Hinblick auf die EM 2025 wieder an das Team heranzuführen.

## Erfolge
Nationalmannschaft
- Finalist Europameisterschaft 2022
- Algarve-Cup-Sieger 2020 (kampflos)
- U17-Europameister 2017

Vereine
- Champions-League-Finalist 2023 (mit dem VfL Wolfsburg)
- Deutscher Meister 2022 (mit dem VfL Wolfsburg) 2025 (mit dem FC Bayern München; ohne Einsatz)
- DFB-Pokal-Sieger 2021, 2022, 2023, 2024 (mit dem VfL Wolfsburg), -Sieger 2025 (mit dem FC Bayern München; ohne Einsatz)
- U16-Länderpokalsieger 2016 (mit der Verbandsauswahl Westfalen)
- DFB-Supercup-Sieger 2024 (mit dem FC Bayern München; ohne Einsatz)

## Auszeichnungen
- Goldene Spielerin der U17-Europameisterschaft 2017
- Preisträgerin der Fritz-Walter-Medaille: 2018 in Bronze, 2019 in Silber, 2020 in Gold
- DFB-Nationalspielerin des Jahres 2020
- Beste Nachwuchsspielerin der Europameisterschaft 2022[21]
- FIFA FIFPRO Women’s World11 2022[22]

## Sonstiges
Lena Oberdorf hat einen fünf Jahre älteren Bruder, Tim Oberdorf, der ebenfalls Fußballprofi (bei Fortuna Düsseldorf) ist. Außerdem hat sie eine drei Jahre ältere Schwester, Julia Oberdorf, die in der zweiten Bundesliga American Football spielt.
Oberdorf beendete ihren Schulbesuch 2020 mit Abitur. Ein anschließendes BWL-Studium brach sie ab, nachdem sie Vollprofi geworden war.
Der Manager von Oberdorf ist der Musikmanager Stefan Dabruck, dessen Mutter die Patentante von Oberdorf ist.
Oberdorfs Aussage „Frauenfußball, Männerfußball – es ist ein Fußball“ wurde beim Deutschen Fußball-Kulturpreis 2022 als Fußballspruch des Jahres ausgezeichnet.
Der WDR drehte während der Qualifikation für die Olympischen Sommerspiele 2024 eine Dokumentation über Lena Oberdorf mit dem Titel „All Eyes On Me – Lena Oberdorf und der Hype“.